# El Madania
Pour les articles homonymes, voir Salembier.
El Madania (anciennement Clos-Salembier lors de la colonisation) est une commune de la wilaya d'Alger en Algérie, mais aussi un quartier populaire de la ville d'Alger, faisant partie de l'agglomération de la ville d'Alger ainsi que du centre d'Alger.

## Géographie

### Situation
La commune d'El Madania est située sur les hauteurs d'Alger, à environ 6 km au sud-est du centre-ville d'Alger à 150 m d'altitude.
| Belouizdad                     | Belouizdad             | Kouba                       |
| El Mouradia, Forêt de Paradou. | El Madania             | Kouba, Forêt des Annassers. |
| Bir Mourad Raïs                | Kouba, Forêt de Kouba. | Kouba                       |

### Transports
- Elle est desservie par deux téléphériques :
  - El Madania > Laâqiba (Belouizdad)
  - Mémorial du Martyr > jardin d'essai du Hamma

- Elle est desservie par les lignes de bus ETUSA 16, 32 qui ont leur terminus devant la Mairie et 14 et 34 au sud sur l'avenue des frères Bouadou.

## Histoire
Le quartier résidentiel du Clos Salembier a été érigé sur un plateau de 117 hectares situé à 130 mètres sur les hauteurs d'Alger à partir du début du XXe siècle à la place d'un domaine viticole. Le quartier est aménagé en 1930 devenant une banlieue d'Alger à seulement 4 km du centre-ville.
À partir des années 1940 plusieurs bidonvilles poussent en contrebas du quartier en direction du ravin de la femme sauvage.
En 1946 le centre de transit Nador est construit afin de prendre en charge les habitants issus de l'exode rural.
Lors de son mandat, le maire d'Alger Jacques Chevalier, deux grands ensembles sont réalisés, Diar Essada et Diar el Mahçoul en 1953.
Le quartier a abrité le 24 juin 1954 chez Lyes Deriche la réunion des 22 historiques peu de temps avant le déclenchement de la guerre d'Algérie 1er novembre 1954, cette date est devenue historique pour l'Algérie.
En 1958 la cité Diar Echems est réalisée au sud dans le cadre du Plan de Constantine.
En 1959 elle fera partie du 5e arrondissement du Grand Alger avec El Hamma et les Anassers.
Elle est élevée au rang de commune en 1977.
En 2016, la cité Diar Echems est rasée.

## Quartiers
- Diar Chems
- Les jasmins
- Diar El Mahçoul
- les iris
- La rue de Coquelicot
- Hammam Kedim
- Ravin de la femme sauvage
- Diar Saâda
- Essalem
- Nador
- Alba
- El Bahia
- Beau-regard
- CHEMIN DES SABLIERES
- Rue des marguerites
- Rue des tulipes
- Rue des lilas
- Boulevard des martyrs
- Cité Nador (Rue lyes DERRICHE)
  - cite 108 log
  - cite beau regard
  - chérif mahtout

## Population et société

### Démographie
| 1987   | 1998   | 2008   |
| ------ | ------ | ------ |
| 55 520 | 51 404 | 40 301 |

### Enseignement

#### Enseignement scolaire
- Onze écoles primaires publiques

- École Dali Bey Si Ali
- Ecole Ahmed Bouder
- Ecole Fatma Ghezzal
- Ecole Abou Athmane El Djahed
- Ecole Ali Midjbara
- Ecole Frères Adlane
- Ecole Abdelkrim El Agoun
- Ecole Abou Hayan El Taouhidi
- Ecole Lakhdar Ramdani
- Ecole Ferdi Ibrahim

- Cinq collèges d'enseignement moyen publics (CEM)

- CEM Aghrour Abbas
- CEM Fatiha Iratni
- CEM Moufdi Zakaria
- CEM Omar Yacef
- CEM Meghraoui Farid

- Deux lycées publics

- Lycée Abou El Abbas El Ghobrini El Bedjaoui
- Lycée Mohamed Boudiaf

## Économie

### Tourisme
- Centre commercial et culturel Riadh El Feth
- Monument du Martyrs

Prochainement, la ville devrait être reconstruite pour en faire une ville plus moderne avec des sièges d'entreprises et des logements favorisant les résidences.

## Patrimoine

### Patrimoine architectural
- Monument des martyrs (le monument d'Alger)

### Patrimoine environnemental
- Bois des Arcades

## Vie quotidienne

### Sports
- Club de football UP Clos-Salembier UPCS
- Club de football Itihad Riadhi Baladiat Madania IRBM
- Club de Handball : Itihad Riadhi Baladiat Madania IRBM
- Deux stades : Les Jasmins et la ville
- Piscine : Djnan Lekhdar
- Complexe Sportif de proximité Yahia Belhocine ( Sixe Alba)

#### Culture populaire dans le football
La culture populaire de ce quartier est liée au football et aux rivalités, entre les supporters des deux clubs « ennemis » que sont le :MC Alger, et le CR BELOUIZDAD,
Le MC ALGER est dans ce quartier plus populaire que est plus populaire et ancien et qu'il est connu depuis l'année 1921[pertinence contestée]

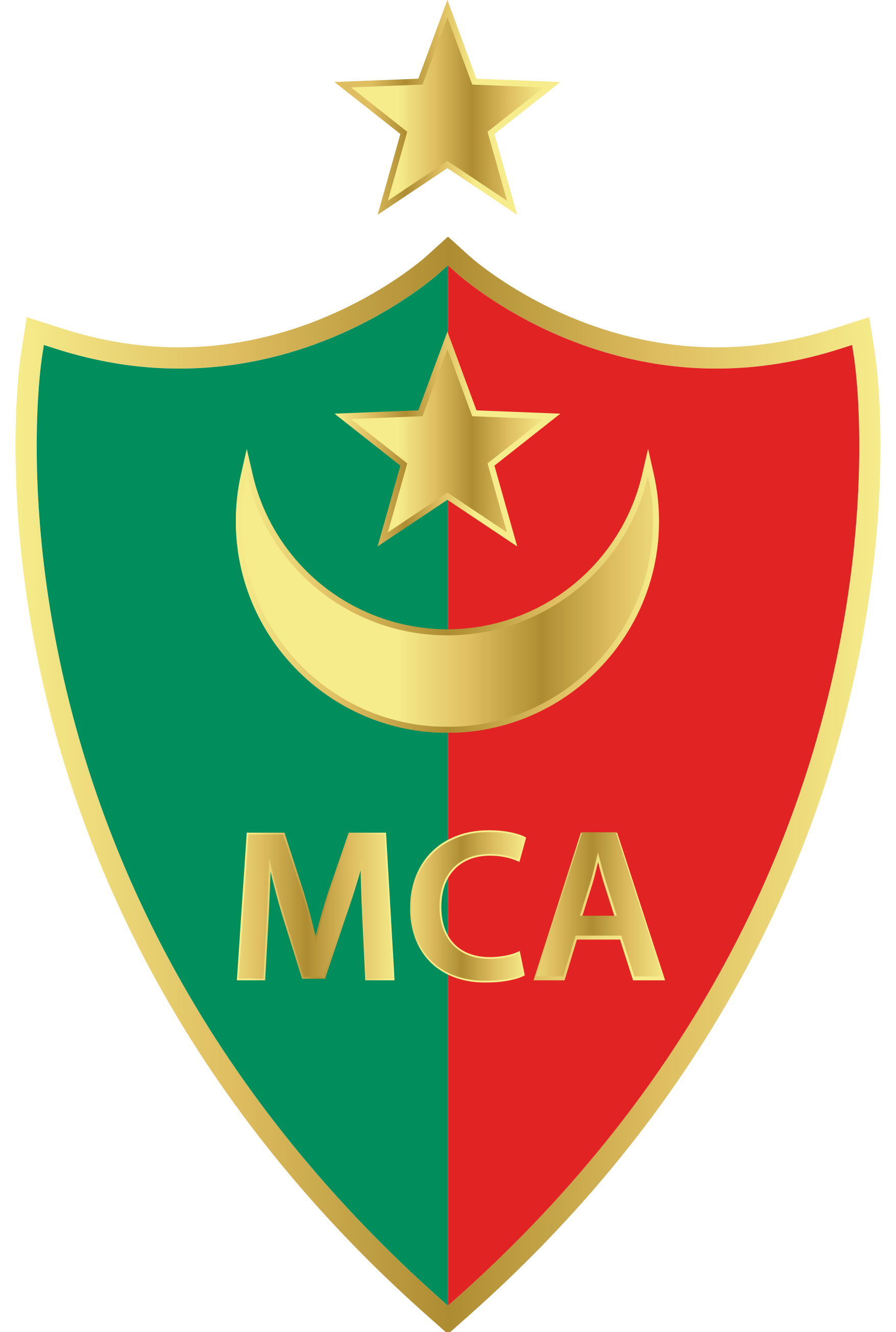
MC ALGER

## Personnalités liées à la commune
- Hocine Yahi
- Mourad Djaafri
- Abdelmalek Imansourane
- Ahmed Ouyahia
- Ahmed Boussouf
- Lyès Deriche
- Fernand Iveton
- Hamid Nacer-Khodja

Les frères Madani (Martyrs de la révolution 54/62 )